# Ju Ji-hoon
Ju Ji-hoon (en hangul, 주지훈; romanización revisada, Joo Ji-hoon; Seúl, 16 de mayo de 1982) es un actor y modelo surcoreano. Su primer rol en la actuación fue como el príncipe heredero Lee Shin en el drama Princess Hours, transmitido en 2006. Ha actuado en varias películas como Antique (2008), I Am a King (2012) y Marriage Blue (2013). Es conocido además por su papel como el príncipe heredero Lee Chang en la serie de Netflix Kingdom.

## Biografía
El 2 de febrero de 2010 inició su servicio militar obligatorio, el cual finalizó el 21 de noviembre de 2011, casi después de dos años.
Salió con la actriz Song Ji-hyo (con quien trabajó en la serie Princess Hours), pero la relación terminó.
En mayo de 2014 comenzó a salir con la cantante Gain, sin embargo la relación finalizó en 2017 después de tres años.
El 14 de julio de 2021 se anunció que se había sometido como mediada de prevención a una prueba de COVID-19, después de que uno de los productores y un miembro del personal de producción de la película "Hunt" fueran diagnosticados con el virus. Sus resultados fueron negativos, pero como medida de prevención se mantuvo en cuarentena.

## Carrera
Desde enero del 2021 es miembro de la agencia H& Entertainment. Previamente formó parte de la agencia KeyEast.
Jin Hoon comenzó su carrera como modelo. En el año 2003 entró al modelaje e hizo publicidad para marcas como Calvin Klein, Levi y Reebok. 
Ha ganado varios premios en Corea del Sur, entre otras condecoraciones al hacer su debut como actor en el drama Old Love, pero lo que lo hizo conocido en toda Asia fue al participar en el drama coreano Educando a la princesa (conocida como Goong en Corea del Sur). 
El éxito de la novela hizo que ganara el premio MBC Drama Awards como Mejor actor revelación. También en el spin-off titulado Goong S.
En 2007, participó en el drama Lucifer para el canal KBS y en marzo del mismo año, fue escogido para ser la nueva estrella asiática del año en los premios The 1st Astar TV Drama Awards.
En 2008 participó en la película Antique, basada en el manga y anime japonés Antique Bakery y en 2009 trabajó en la película The Naked Kitchen.
En 2019 protagoniza la serie de Netflix Kingdom, en el papel del príncipe heredero Lee Chang. La serie está ambientada durante la época de la dinastía Joseon (1392-1897), y sigue al príncipe Lee mientras éste investiga una extraña plaga zombi que se extiende por el país, al mismo tiempo que trata de reclamar el trono, usurpado por un clan invasor. Gracias al éxito de esta serie, Ju Ji-hoon cobró fama internacional fuera de los países asiáticos.
El 21 de febrero de 2020 se unió al elenco principal de la serie Hienas, donde dio vida a Yoon Hee-jae, un abogado que controla el destino de sus clientes, lo que le permite manejarlos a su antojo, hasta el final de la serie el 11 de abril del mismo año.
El 23 de octubre de 2021 se unirá al elenco principal de la serie Jirisan (también conocida como "Mount Jiri"), donde interpretará a Kang Hyun-jo. Previamente se le había ofrecido el papel al actor Park Seo-joon, sin embargo la rechazó.
En julio de 2021 se confirmó que se había unido al elenco de la película Gentleman, donde dará vida a Ji Hyun-soo, un investigador privado que se preocupa profundamente por verse bien y que termina envuelto en un gran incidente mientras intenta aclarar los falsos cargos de asesinato que tiene en su contra.

## Filmografía

### Televisión
| Año     | Título            | Papel                             | Canal     | Notas                     | Ref.          |
| ------- | ----------------- | --------------------------------- | --------- | ------------------------- | ------------- |
| 2006    | Princess Hours    | Príncipe heredero Lee Shin        | MBC       |                           |               |
| 2007    | Lucifer           | Oh Seung Ha                       | KBS2      |                           |               |
| 2012    | Five Fingers      | Yoo Ji Ho                         | SBS       |                           |               |
| 2013    | Medical Top Team  | Han Seung Jae                     | MBC       |                           |               |
| 2015    | Mask              | Choi Min Woo                      | SBS       |                           |               |
| 2019    | Item              | Kang Gon                          | MBC       |                           |               |
| 2019-20 | Kingdom           | Príncipe heredero Lee Chang       | Netflix   | Serie web                 |               |
| 2020    | Hienas            | Yoon Hee-jae                      | SBS       |                           | [ 17 ] [ 18 ] |
| 2021    | Jirisan           | Kang Hyun-jo                      | tvN       |                           | [ 19 ]        |
| 2024    | Blood Free        | Woo Chae-woon                     | Disney+   | Serie web                 | [ 20 ] [ 21 ] |
| 2024    | Love Your Enemy   | Seok Ji-won                       | tvN       |                           | [ 22 ] [ 23 ] |
| 2024    | Light Shop        | Jung Won-young                    | Disney+   | Serie web                 | [ 24 ] [ 25 ] |
| 2025    | Héroes de guardia | Baek Gang-hyeok                   | Netflix   | Serie web                 | [ 26 ] [ 27 ] |
| 2025    | La bruja          | Hombre que discute con su hermano | Channel A | Aparición especial, ep. 1 | [ 28 ] [ 29 ] |

### Cine
| Año  | Título                                | Papel                | Ref.          |
| ---- | ------------------------------------- | -------------------- | ------------- |
| 2008 | Antique                               | Kim Jin Hyuk         |               |
| 2009 | The Naked Kitchen                     | Park Du Re           |               |
| 2012 | I Am a King                           | Yi Do/Deok Chil      |               |
| 2013 | Marriage Blue                         | Kyung Soo            |               |
| 2014 | Love Suspicion                        | Kang Han             |               |
| 2014 | Confession                            | In Chul              |               |
| 2015 | The Treacherous                       | Soong Jae            |               |
| 2016 | Asura: The City of Madness            | Moon Sun-mo          |               |
| 2017 | Along with the Gods: The Two Worlds   | Hae Won-maek         |               |
| 2018 | Along with the Gods: The Last 49 Days | Hae Won-maek         | [ 30 ]        |
| 2018 | Infiltrado en el Norte                | Manager Jung         | [ 31 ]        |
| 2018 | Dark Figure of Crime                  | Kang Tae-oh          |               |
| 2022 | Hunt                                  | (aparición especial) | [ 32 ]        |
| 2022 | Gentleman                             | Ji Hyun-soo          | [ 33 ]        |
| 2023 | Ransomed                              | Kim Pan-su           | [ 34 ]        |
| 2023 | Project Silence                       | Joe Park             | [ 35 ] [ 36 ] |

### Programas de televisión
| Año  | Título      | Canal | Notas                       |
| ---- | ----------- | ----- | --------------------------- |
| 2014 | Running Man | SBS   | Invitado, episodios 202-203 |

### Musicales
| Año  | Título   | Personaje | Notas                              |
| ---- | -------- | --------- | ---------------------------------- |
| 2009 | Don Juan | Don Juan  | junto a Kim Da-hyun y Kang Tae-eul |

### Presentador
| Año  | Evento                  | Notas                    |
| ---- | ----------------------- | ------------------------ |
| 2022 | 36th Golden Disc Awards | presentador de categoría |

### Aparición en videos musicales
| Año  | Canción  | Artista           |
| ---- | -------- | ----------------- |
| 2012 | «처연»   | Lowdown 30        |
| 2014 | «Fxxk U» | Gain feat. Bumkey |

### Anuncios
- 2020: Naver's - "My Favorite Series" - junto a Seo Ye-ji[40]
- OB Lager Beer
- Crown Butter Waffle
- Clride
- Bon
- Hi Harriet Shopping Mall
- Calvin Klein
- CF- SKT
- Cass Beer
- IBM
- Levi's
- Polo
- Reebok
- Cyworld
- KTF
- Sshil On-line game

## Caridad
En septiembre del 2019 se anunció que sería el nuevo rostro del programa de caridad Happy Ending Star Chair.

## Premios y nominaciones principales
| Año  | Premiación                                                 | Categoría                                               | Papel                                        | Resultado | Ref.                 |
| ---- | ---------------------------------------------------------- | ------------------------------------------------------- | -------------------------------------------- | --------- | -------------------- |
| 2004 | Korea Best Dresser Swan Awards                             | Mejor modelo masculino                                  | —                                            | Ganador   |                      |
| 2005 | Style Magazine                                             | Mejor modelo masculino                                  | —                                            | Ganador   |                      |
| 2005 | The Photographers' Association                             | Mejor modelo masculino                                  | —                                            | Ganador   |                      |
| 2005 | Korea Best Dresser Swan Awards                             | Mejor modelo masculino                                  | —                                            | Ganador   |                      |
| 2006 | 42nd Baeksang Arts Awards                                  | Mejor nuevo actor (TV)                                  | Princess Hours                               | Nominado  |                      |
| 2006 | MBC Drama Awards                                           | Mejor nuevo actor                                       | Princess Hours                               | Ganador   |                      |
| 2007 | KBS Drama Awards                                           | Premio a la excelencia, Actor en Miniseries             | The Devil                                    | Nominado  |                      |
| 2008 | Asia Model Festival Awards                                 | Premio principal                                        | —                                            | Ganador   |                      |
| 2009 | 45th Baeksang Arts Awards                                  | Mejor nuevo actor (Cine)                                | Antique                                      | Nominado  |                      |
| 2009 | 45th Baeksang Arts Awards                                  | Actor más popular (Cine)                                | Antique                                      | Ganador   |                      |
| 2012 | SBS Drama Awards                                           | Premio a la excelencia, Actor en Drama de fin de semana | Five Fingers                                 | Nominado  |                      |
| 2013 | 2nd APAN Star Awards                                       | Estrella popular                                        | Five Fingers                                 | Ganador   |                      |
| 2013 | MBC Drama Awards                                           | Premio a la excelencia, Actor en Miniseries             | Medical Top Team                             | Nominado  |                      |
| 2015 | SBS Drama Awards                                           | Premio a la excelencia, Actor en Drama Especial         | Mask                                         | Ganador   |                      |
| 2015 | SBS Drama Awards                                           | Top 10 Star Award                                       | Mask                                         | Ganador   |                      |
| 2018 | 27th Buil Film Award                                       | Mejor Actor de Reparto                                  | Infiltrado en el Norte                       | Ganador   | [ 42 ]               |
| 2018 | 2nd Seoul Awards                                           | Mejor Actor de Reparto (película)                       | Infiltrado en el Norte y Along with the Gods | Ganador   | [ 43 ] [ 44 ]        |
| 2018 | 38th Korean Association Of Film Critics Award              | Mejor Actor de Reparto                                  | Infiltrado en el Norte                       | Ganador   | [ 45 ]               |
| 2019 | Chunsa Film Art Award                                      | Mejor Actor                                             | Dark Figure of Crime                         | Ganador   | [ 46 ]               |
| 2019 | 39th Golden Cinema Film Festival                           | Mejor Actor                                             | Dark Figure of Crime                         | Ganador   | [ 47 ]               |
| 2020 | 56th Baeksang Arts Award                                   | Mejor Actor                                             | Hyena                                        | Nominado  | [ 48 ]               |
| 2020 | 7th APAN Star Award                                        | Top Excellence Award, Actor in a Miniseries             | Hyena                                        | Nominado  | [ 49 ]               |
| 2020 | 2nd Asia Contents Awards Busan International Film Festival | Mejor Actor                                             | Kingdom 2                                    | Ganador   | [ 50 ] [ 51 ] [ 52 ] |
| 2020 | Asia Model Award                                           | Asia Star Award — Actor                                 | -                                            | Ganador   | [ 53 ]               |
| 2020 | 28th SBS Drama Award                                       | Top Excellence in Miniseries (Genre/Action)             | Hyena                                        | Ganador   | [ 54 ] [ 55 ]        |
| 2025 | 61.os Premios Baeksang Arts                                | Mejor actor (televisión)                                | Héroes de guardia                            | Pendiente | [ 56 ] [ 57 ]        |